# Rafajovce
Rafajovce (in ungherese Máriakút) è un comune della Slovacchia facente parte del distretto di Vranov nad Topľou, nella regione di Prešov.